# بطولة بارايبانو 2016
بطولة بارايبانو 2016 هو موسم من بطولة بارايبانو ‏. كان عدد الأندية المشاركة فيه 10، وفاز فيه Campinense Clube ‏.